# ユーリ・ウシャコフ

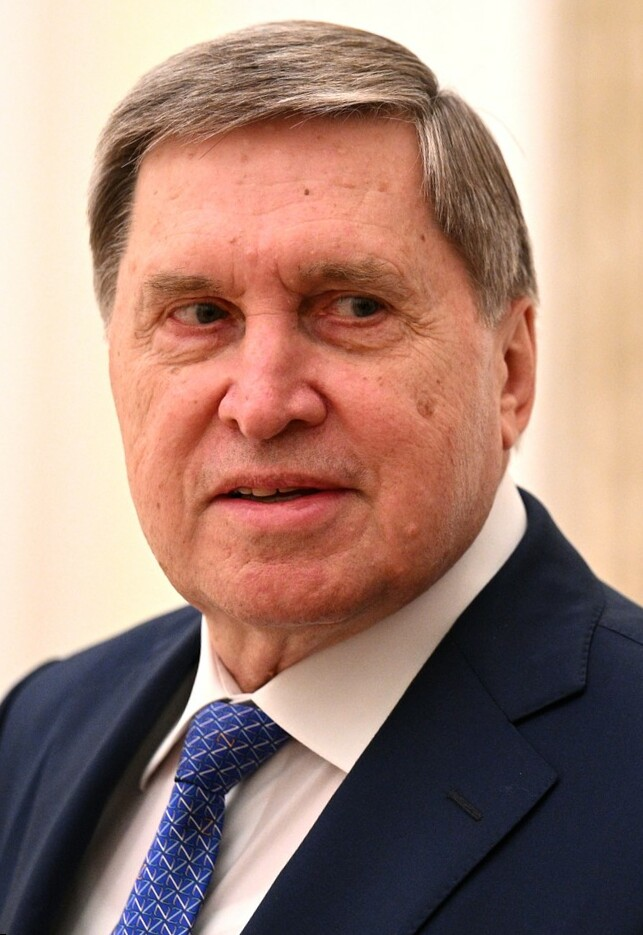
ユーリ・ウシャコフ (2023年撮影)

ユーリ・ヴィクトロヴィチ・ウシャコフ（ロシア語: Юрий Викторович Ушако́в、ラテン文字転写の例：Yuri Victorovich Ushakov、1947年3月13日 - ）は、ロシアの外交官。ロシア大統領補佐官。

## 経歴
モスクワ出身。1970年にモスクワ国際関係大学を卒業し、ソ連外務省に入省する。最初に赴任したのは駐在デンマーク大使館である。帰国後、外務省本省でスカンジナビア諸国を担当し、次いで大臣官房（書記局）に入る。さらに外交官アカデミーで研修し、対北欧外交政策について研鑽を積む。1992年に外務省ヨーロッパ局長、1996年には欧州安全保障協力機構（OSCE）ウィーン常駐代表、1998年に外務次官（国連担当）。1999年1月から2008年まで駐米ロシア大使。2008年6月から2012年5月まで、ロシア連邦政府機関指令部副長官を務めた。

## 人物
英語、デンマーク語が堪能である。